# IDEF
Те́хніки моделюва́ння IDEF (IDEF Modeling Techniques) — комбінація графічних і мовних символів та правил, розроблених для фіксації процесів і структури інформації в організації.

## Особливості

### IDEF0
IDEF0 — це техніка моделювання робіт.
Методологія функціонального моделювання IDEF0 може бути використана не тільки для економічного моделювання, а й для формування вимог до складних технічних систем.
Прикладом такого підходу став проєкт, започаткований TARDEC (США) щодо ідентифікації критичних вимог до основного бойового танку НАТО (Main Battle Tank, MBT).

### IDEF1 — IDEF9
- IDEF1 — Information Modeling – методологія моделювання інформаційних потоків усередині системи, що дозволяє відображати та аналізувати їх структуру та взаємозв'язки.
- IDEF1Х —  Data Modeling - це техніка моделювання правил, даних.
- IDEF2 —Simulation Model Design – методологія динамічного моделювання розвитку систем.
- IDEF3 — Process Description Capture (Документування технологічних процесів) - методологія документування процесів, що відбуваються в системі
- IDEF4 — мова моделювання об'єктно-орієнтованого проєктування клієнт-серверних систем, що базуються на компонентах.
- IDEF5 — Ontology Description Capture – Стандарт онтологічного дослідження складних систем.
- IDEF6 — Design Rationale Capture - Обґрунтування проектних дій.
- IDEF7 — Information System Auditing - Аудит інформаційних систем.
- IDEF8 — User Interface Modeling — Метод розробки інтерфейсів взаємодії оператора та системи (інтерфейсів користувача).
- IDEF9 — Scenario-Driven IS Design (Business Constraint Discovery method) — Метод дослідження бізнес-обмежень був розроблений для полегшення виявлення та аналізу обмежень в умовах, в яких діє підприємство.

### IDEF10 — IDEF14
- IDEF10 — Implementation Architecture Modeling — моделювання архітектури виконання;
- IDEF11 — Information Artifact Modeling - моделювання інформаційних артифактів;
- IDEF12 — Organization Modeling — організаційне моделювання;
- IDEF13 — Three Schema Mapping Design — трисхемне проєктування перетворення даних.